# Дикая банда (фильм)
«Дикая банда» (англ. The Wild Bunch; 1969) — американский вестерн режиссёра Сэма Пекинпы, события которой перекликаются с Мексиканской революцией 1910—1917 гг. Считается одним из важнейших фильмов Нового Голливуда. В 1999 году Библиотека Конгресса США включила картину в Национальный реестр фильмов как культурное наследие.

## Сюжет

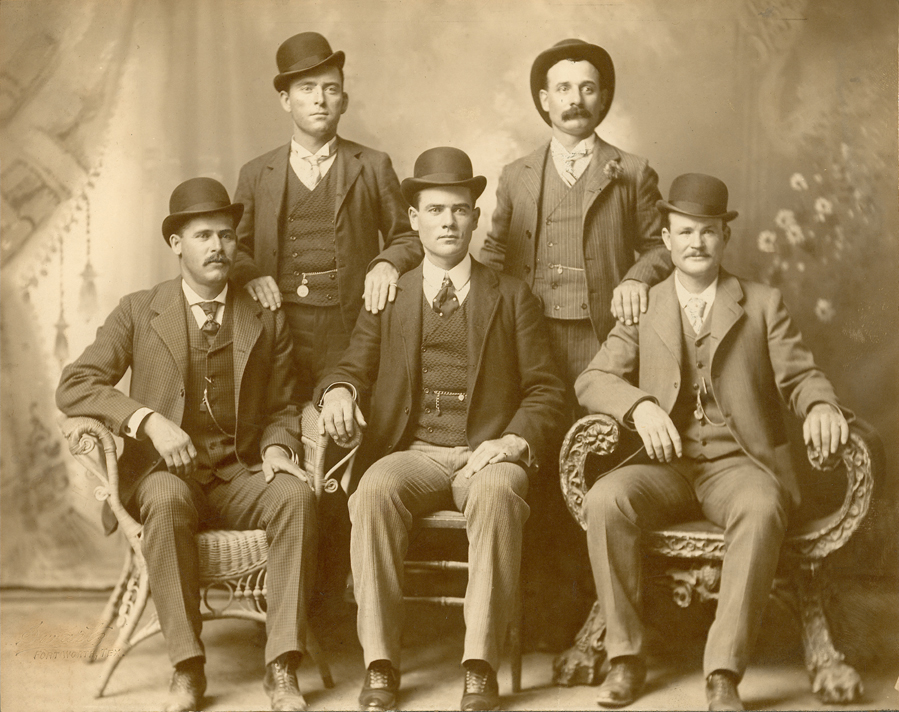
Реальные прототипы героев фильма

1913 год, Техас. Банда грабителей, переодетых в военную форму, во главе с Пайком Бишопом (Уильям Холден) нападают на офис администрации железной дороги в небольшом городке. Однако там их ожидает засевшая на крыше засада, организованная бывшим сообщником Пайка, Диком Торнтоном (Роберт Райан). В перестрелке под перекрёстным огнём погибает значительное количество жителей города, присоединившихся к параду Союза трезвости Южного Техаса по наущению преподобного Уэйнскоута, в который влились грабители, а также несколько членов банды Пайка. Группа Торнтона обыскивают трупы. Оставшийся в офисе Кларенс «Бешеный» Ли убивает пытавшихся сбежать заложников. Несмотря на ранения, он успевает убить ещё троих человек Торнтона, которых тут же начинают обыскивать бывшие напарники. Пайк из жалости пристреливает члена группы, свалившегося с лошади из-за ранения в голову. Законник Пэт Хэрриган даёт Торнтону 30 дней на то, чтобы поймать остальных бандитов, иначе тот вернётся в тюрьму.
В живых остаётся пятеро человек: Пайк, Датч Энгстром, братья Лайл и Тектор Горч и мексиканец Анхель, которого на английский манер называют Эйнджелом, приезжают к Фредди Сайксу, следящему за лошадьми. Братья недовольны, что каждый получает равную долю несмотря на вклад в дело, но Пайк осекает их. Когда начинается делёжка, выясняется, что их обманули — вместо серебра в мешках оказываются стальные шайбы для белья. Членов банды веселит такой расклад. Спасаясь от преследователей, они направляются в сторону мексиканской границы, в городок Аква Верде. Банду преследуют Торнтон и охотники за головами, нанятые железной дорогой.
Ночью Пайк сообщает Датчу, что хотел уйти на покой после ограбления. Про себя он вспоминает, как был схвачен Торнтон — Бишоп не желал покидать бордель несмотря на предупреждения напарника, после чего тот получает ранение в плечо, Пайку же удаётся бежать.
В пути через пустыню лошадь Сайкса падает, сбивая с ног часть отряда. Старший из братьев Горч Тектор уже готов пристрелить старика, но Пайк заступается за старого друга, с которым они начинали карьеру грабителей. Пайк узнаёт, что «Бешеный», оставшийся в банке, был внуком Сайкса, и хвалит того перед дедом.
Переправившись через Рио-Гранде, банда ночует в родной деревне Анхеля. Они узнают, что недавно её ограбили федеральные войска генерала Мапаче (Эмилио Фернандес), причём Мапаче убил отца Анхеля и забрал его невесту Тересу, ушедшую по собственной воле пьяной и смеющейся. В Мексике кипит гражданская война и царит анархия, коррумпированный и жестокий генерал разоряет деревни, дабы прокормить войска, терпящие поражения от людей революционера Панчо Вилья. Банда остаётся на ночь в деревушке, где весело проводят время с неунывающими несмотря на недавний налёт местными жителями. Утром те, выстроившись по краям дороги, под песню провожают гостей.
Прибыв в Аква Верде, банда видит приезд генерала на диковинном в этих края автомобиле. Датч Энгстром надеется, что однажды население скинет с себя ярмо военных самодуров. Анхель видит Тересу с генералом, и услышав, что она не раскаивается и смеётся над ним, убивает её. Генерал рассержен, однако на помощь банде приходит Фредерик Мор из немецкой имперской армии, военный советник Мапаче. На банкете молящиеся женщины, выгнанные генералом, неспешно выносят носилки с убитой. Мор предлагает гринго ограбить состав американской армии со столь нужным генералу современным оружием. Мапаче обещает щедро заплатить за эту работу — десять тысяч золотом, и Пайк соглашается. Братьев по требованию младшего Горча снабжают тремя проститутками, пьяные братья простреливают бочки в погребе с алкоголем. В это время остальные парятся в бане. Анхель не хочет работать на убийцу и врага своего народа. Тогда Пайк договаривается с ним, что вместо золота он заберёт свою долю ящиком оружия, которым сможет вооружить местных для борьбы с федералами.
Тем временем Торнтон, у которого осталось 24 дня на ликвидацию банды, догадывается, что Пайк хочет ограбить поезд с оружием, но Хэрриган отказывается снабдить его более опытными людьми. Пайк рассказывает Датчу историю своих шрамов — он был ранен новым любовником мексиканки, муж которой погиб на войне, когда он застал их в постели и застрелил девушку. Убийце удалось скрыться.
Банде удаётся ограбить поезд, разоружив охрану и отцепив вагон. Дик во главе двадцати охотников за головами, сопровождавших армию, бросается в погоню, не прибегая к помощи солдат. Датч чуть не падает под колёса, не удержав равновесия от ускорившегося состава. Банда убивает оставшихся у оружия четырёх охранников и сбрасывают машиниста. Проснувшийся капитан приказывает нагнать охотников. Бандиты Пайка разгружают ящики в повозку и включают задний ход у поезда. Группа Торнтона расступается перед едущим по инерции составом. До сих пор не пустившиеся в погоню полным составом солдаты видят, как состав врезается в отцепленные вагоны. Командир приказывает капралу ехать к телеграфу и сообщить об ограблении и погоне. Анхель закладывает взрывчатку на мосту, за которым начинается территория Мексики. Люди Торнтона нагоняют грабителей, завязывается перестрелка. Застрявшей повозке помогают выбраться. Подоспевшие солдаты, не зная, кто перед ними, обстреливают охотники за головами. Оставшаяся часть вместе с Диком падает в реку, когда фитиль догорает. В честь успеха банда выпивает бутылку алкоголя и радостно смеются.
Выплывшие люди Торнтона оправдываются перед ним насчёт перестрелки с американцами. Отряды повстанцев атакуют позиции федеральных войск на железной дороге. Из рук мальчика-посыльного генерал получает телеграмму из Сан-Антонио об успешном ограблении. Он поручает своему человеку забрать оружие в Аква Верде. Войска отступают на поезде. Банда наблюдает за оставшимися пятью охотниками за головами. Опасаясь предательства со стороны Мапаче, Пайк с друзьями отдают оружие по частям, указывая, где оно спрятано. На привале банду застают врасплох повстанцы, те забирают долю Анхеля, тот покидает отряд, обещая скорую встречу. Банду окружает в долине отряд Мапачи, Пайк грозится взорвать ящики, если с ними что-то случится. Испуганный солдат, увидев пулемёт, чуть не попадает в динамит, Пайк поджигает фитиль, но человек генерала просит затушить его. Солдата убивают собственные сослуживцы, тот падает со скалы. Банда передаёт генералу современные винтовки, а также станковый пулемёт Браунинг M1917 в качестве подарка. Пайк отказывается вступить в ряды армии. Тектор подшучивает над Фредди, подбрасывая тому зажжённую шашку динамита, старик угрожает старшему Горчу. Советник Мор тщетно пытается объяснить мексиканцам, как правильно заряжать пулемёт. Не контролирующему стрельбу генералу чудом удаётся никого не убить. Мапаче наконец даёт распоряжение установить мощное оружие на треногу.
Последнюю партию оружия доставляют Датч и Анхель. Генерал расплачивается с Датчем, а Анхеля задерживает, поскольку мать убитой Тересы доложила ему о хищении якобы потерянного при погоне ящика с оружием и передаче его в руки повстанцев. Датч делает вид, что ему безразлична судьба вора. Солдаты смеются над Анхелем. Сообщивший о случившемся банде Энгстром восхищается храбростью юноши, не сдавшем остальных.

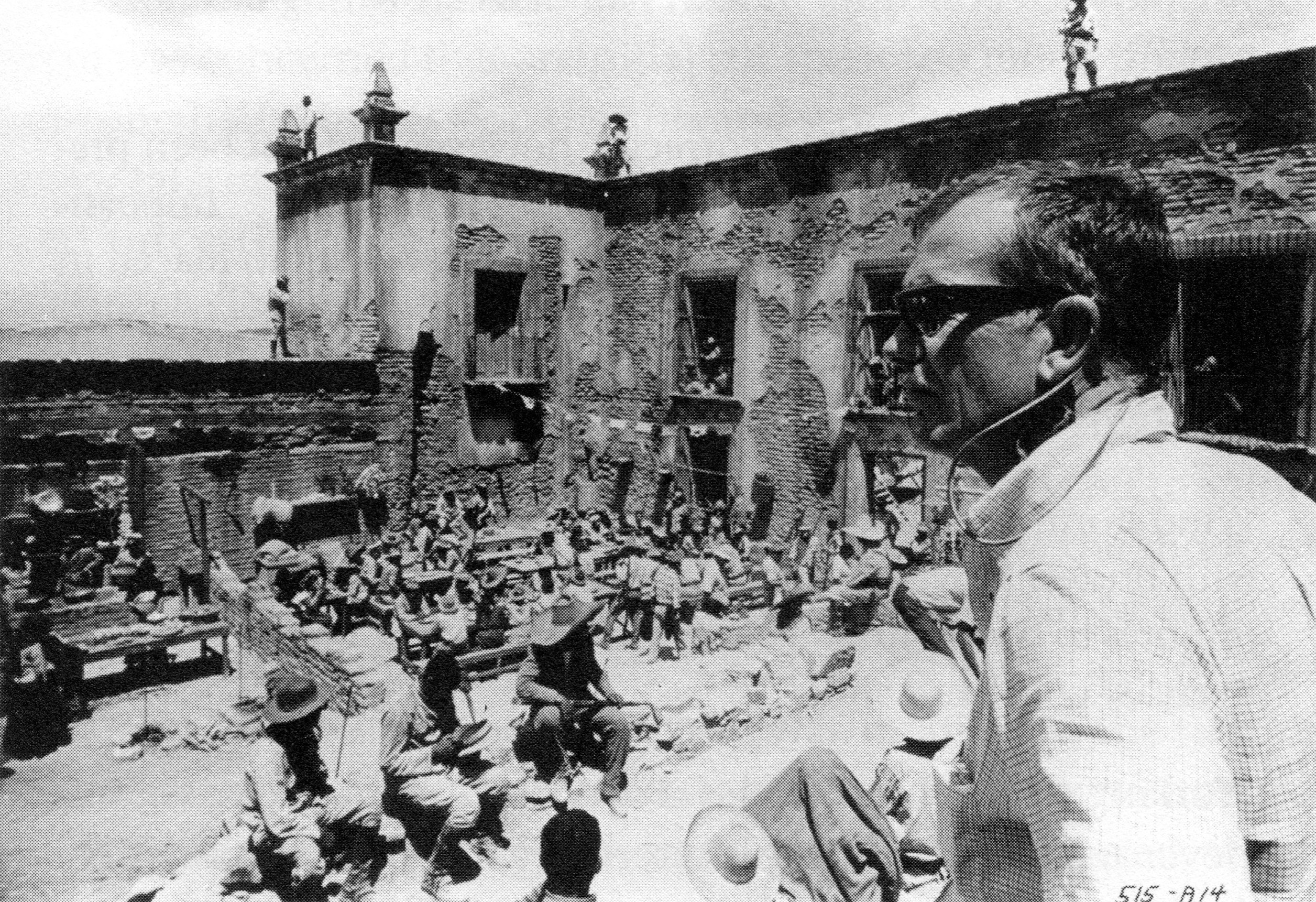
Съёмки фильма в «Аква Верде» (the Hacienda Ciénaga del Carmen).

Всё это время Торнтон не оставляет попыток выследить Пайка. Его людям удаётся ранить Сайкса в ногу, за этим в бинокль наблюдают остальные. Датч защищает принципы Дика, говоря «Слово есть слово. Дело в том, кому ты его даёшь.» Банда Пайка решает поделить мешок золота, остальное закопать и вернуться в город за Анхелем. Торнтон обнаруживают лошадь Сайкса и решает дать ему уйти, сосредоточившись на остальных. К спрятавшемуся старику бесшумно подходит повстанец-индеец с мачете.
Мексиканцы издеваются над Анхелем, протаскивая того через город привязанным к автомобилю. Пайк тщетно пытается выкупить юношу за часть своей доли. Банда решает расслабиться в борделе. В это время группа Торнтона сталкивается с группой повстанцев. Бишоп, разглядывая одну из проституток, вспоминает убитую любовницу.
Пайк, Датч и братья Горч, за которыми наблюдают солдаты и местные жители, посещают штаб-квартиру Мапаче и просят отдать им Анхеля. Пьяный генерал соглашается, однако перерезает тому горло ножом. Банда расстреливает Мапаче, затем остальных офицеров. Начинается массовая перестрелка. Советник Мор, вставший за пулемёт, почти сразу погибает. За него встаёт Лайл. За побоищем с холма наблюдает Торнтон. Датч кидает динамитные шашки. Брата заменяет Тектор, с криком расстреливающий выбегающих из узкого прохода мексиканцев. Проститутка стреляет в повернувшегося к ней спиной Пайка, за что получает пулю. Первыми погибают многократно раненые братья. Пайк занимает пулемёт. Вооружённый винтовкой мальчик ранит его, метнувшийся к главарю Энгстром попадает под обстрел и умирает, произнося «Пайк…». Вся банда погибает, забрав с собой бо́льшую часть войск Мапаче.
Торнтон с охотниками за головами приезжает в Аква Верде после перестрелки. Стервятники в ожидании пира сидят на крышах. Охотники за головами собирают трофейные ружья и трупы, за которые должны получить награду. Торнтон забирает револьвер Пайка, так и не отпустившего пулемёт. С богатой добычей те уезжают без главаря. Через некоторое время появляется Сайкс с мексиканскими повстанцами, к которым присоединились жители из деревни Анхеля, которые убили охотников. Те забирают оружие и уезжают. Сайкс предлагает Дику присоединиться к ним, тот соглашается. Вместе со смеющимся стариком демонстрируются убитые члены банды. Последний кадр, сопровождающийся групповой мексиканской песней, показывает ещё живых бандитов, уезжающих вдаль

## В ролях
- Уильям Холден — Пайк Бишоп, главарь «Дикой банды»
- Эрнест Боргнайн — Датч Энгстром, член банды
- Роберт Райан — Дик Торнтон, бывший член банды, сотрудничающий с властями
- Эдмонд О’Брайен — Фредди Сайкс, самый пожилой член банды
- Уоррен Оутс — Лайл Горч, член банды, младший брат Тектора
- Хайме Санчес — Анхель[1], мексиканец, член банды
- Бен Джонсон — Тектор Горч, член банды
- Эмилио Фернандес — генерал Мапаче, командующий мексиканскими федеральными войсками
- Строзер Мартин — Коффер
- Л. К. Джонс — Ти-Си
- Альберт Деккер — Пэт Хэрриган, законник
- Бо Хопкинс — Кларенс «Бешеный» Ли, внук Фредди Сайкса, член банды
- Хорхе Руссек — майор Саморра
- Альфонсо Арау — лейтенант Эррера
- Даб Тейлор — преподобный Уэйнскоут
- Рэйфорд Барнс — Бак, член банды
- Пол Харпер — Росс
- Чано Уруэта — дон Хосе
- Эльса Карденас — Эльса
- Билл Харт — Джесс, охотник за головами
- Стивен Ферри — сержант Макхейл
- Фернандо Вагнер — Фредерик Мор, немецкий военный советник Мапаче
- Хорхе Радо — Эрнст
- Аурора Клавель — Аурора

## Художественные особенности
Отличительной особенностью фильма стал необычайно высокий для своего времени уровень насилия на экране. В этом смысле лента продолжила линию, заданную кинофильмом «Бонни и Клайд», однако далеко превзошла предшественника. Известно, что на предварительном показе 190-минутной версии в Канзас-Сити более 30 зрителей покинули зал, а некоторых даже вырвало. Созданию впечатляющих сцен насилия способствовала изобретательность Сэма Пекинпы и монтажёра Луиса Ломбардо, которые составляли сцены на основе плёнок, отснятых сразу с шести камер, оснащённых различными линзами (в том числе широкоугольными объективами, телеобъективами и объективами переменного фокусного расстояния) и одновременно движущихся с разными скоростями. Это позволило при показе сцен насилия достичь большого напряжения и нервной атмосферы. В «Дикой банде» содержится больше монтажных склеек (3642), чем в любом ранее снятом цветном фильме (стандартное число для того времени — около 600).
Насилие в фильме отражает мрачный взгляд Пекинпы на природу человека и общества. Одна из основных тем фильма — перемены, происходящие с Диким Западом и Америкой в целом и затрагивающие уже немолодых героев. Фактически им нет места в современной Америке, так что они вынуждены искать счастья в Мексике. Но даже туда проникает прогресс, символом которого становится автомобиль.
Фильм оказал значительное влияние на способы демонстрации насилия и одновременно преобразовал каноны жанра вестерн. Тема насилия, его роли в американском обществе была поднята очень своевременно; ряд критиков увидел в ленте аллегорию Вьетнамской войны с её бессмысленной жестокостью. Считая «Дикую банду» высшим достижением Пекинпы, кинокритик Дэвид Кук указывает, что фильм «останется бессмертным произведением американского искусства — громадным и взрывным, полным жизни и насилия, с чем-то очень тёмным и одновременно очень благородным в его душе».

## Факты
- В 1996 году фильм «Дикая банда: Монтажный альбом» (англ. The Wild Bunch: An Album in Montage), повествующий о Сэме Пекинпе и его работе над фильмом, был номинирован на «Оскара» за лучший короткометражный документальный фильм.[4]
- «Дикая банда» был первым фильмом студии «Warner Bros.», в котором по требованию режиссёра для имитации выстрелов из различного оружия были использованы различные звуковые эффекты.
- Замедленная и нормальная съёмка под различными углами, использованная в фильме Люсьеном Баллардом, была революционной техникой для 1969 года.
- Плакат фильма висит в комнате главной героини в аниме «Пираты Чёрной лагуны». Плакат подписан как The Wild Punch. Герои аниме часто сравнивают эпизоды их «жизни» (или персонажей) с эпизодами из фильма.
- «Дикая банда» — любимый фильм Джона Ву.
- Роджер Эберт называл «Дикую банду» лучшим вестерном.
- Квентин Тарантино назвал «Дикую банду» одним из семи идеальных фильмов.

## Награды и номинации
- В 1970 году фильм был номинирован на две премии «Оскар»: за лучший сценарий, основанный на неопубликованном ранее материале (Уолон Грин, Рой Н Сикнер, Дэвид Сэмюэл «Сэм» Пекинпа) и за лучшую музыку (оригинальный сауднтрек) (Джерри Филдинг).
- Списки Американского института кино:
  - 100 величайших звёзд кино — 25-е место (Уильям Холден)
  - 100 лучших фильмов — 80-е (1998) и 79-е (2007) места
  - 100 лучших остросюжетных фильмов — 69-е место
  - 10 лучших вестернов — 6-е место

## Ремейк
В сентябре 2018 года стало известно что актёр и режиссёр Мел Гибсон намерен снять ремейк фильма Дикая банда.

## Упоминания в литературе
- В ироничном постмодернистском рассказе Джулиана Гофа «I’m the Guy Who Wrote The Wild Bunch» приводится выдуманное интервью с якобы бывшем голливудским сценаристом о якобы существовавшей неудачной первой попытке Сэма Пекинпы снять фильм Дикая банда в 1965 году и предлагаемых для фильма не менее «диких» сценарных решениях.